# پلینفیلد (کالیفرنیا)
پلینفیلد (به انگلیسی: Plainfield) یک منطقهٔ مسکونی در ایالات متحده آمریکا است که در شهرستان یولو، کالیفرنیا واقع شده‌است. پلینفیلد ۲۱ متر بالاتر از سطح دریا واقع شده‌است.